# Гуардеа
Гуардѐа (на италиански: Guardea) е село и община в Централна Италия, провинция Терни, регион Умбрия. Разположено е на 387 m надморска височина. Населението на общината е 1878 души (към 2010 г.).